# 8P8C

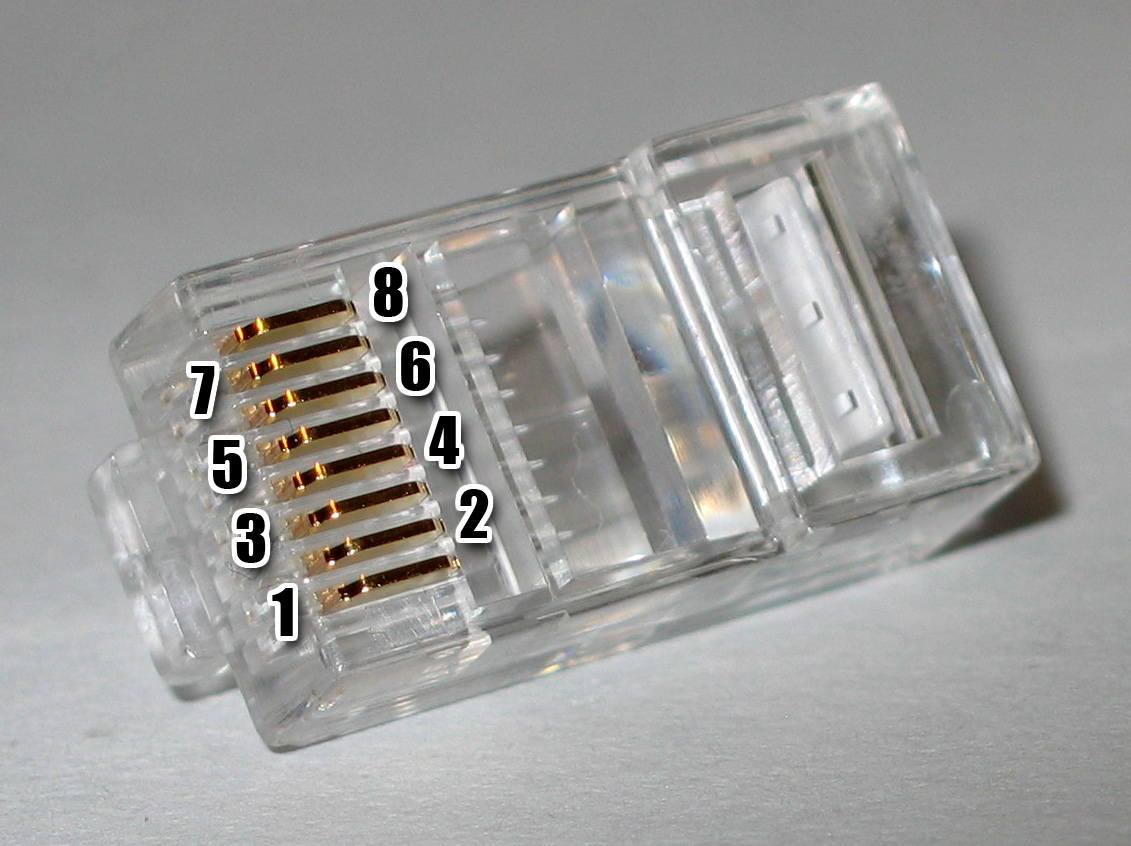
Wtyk

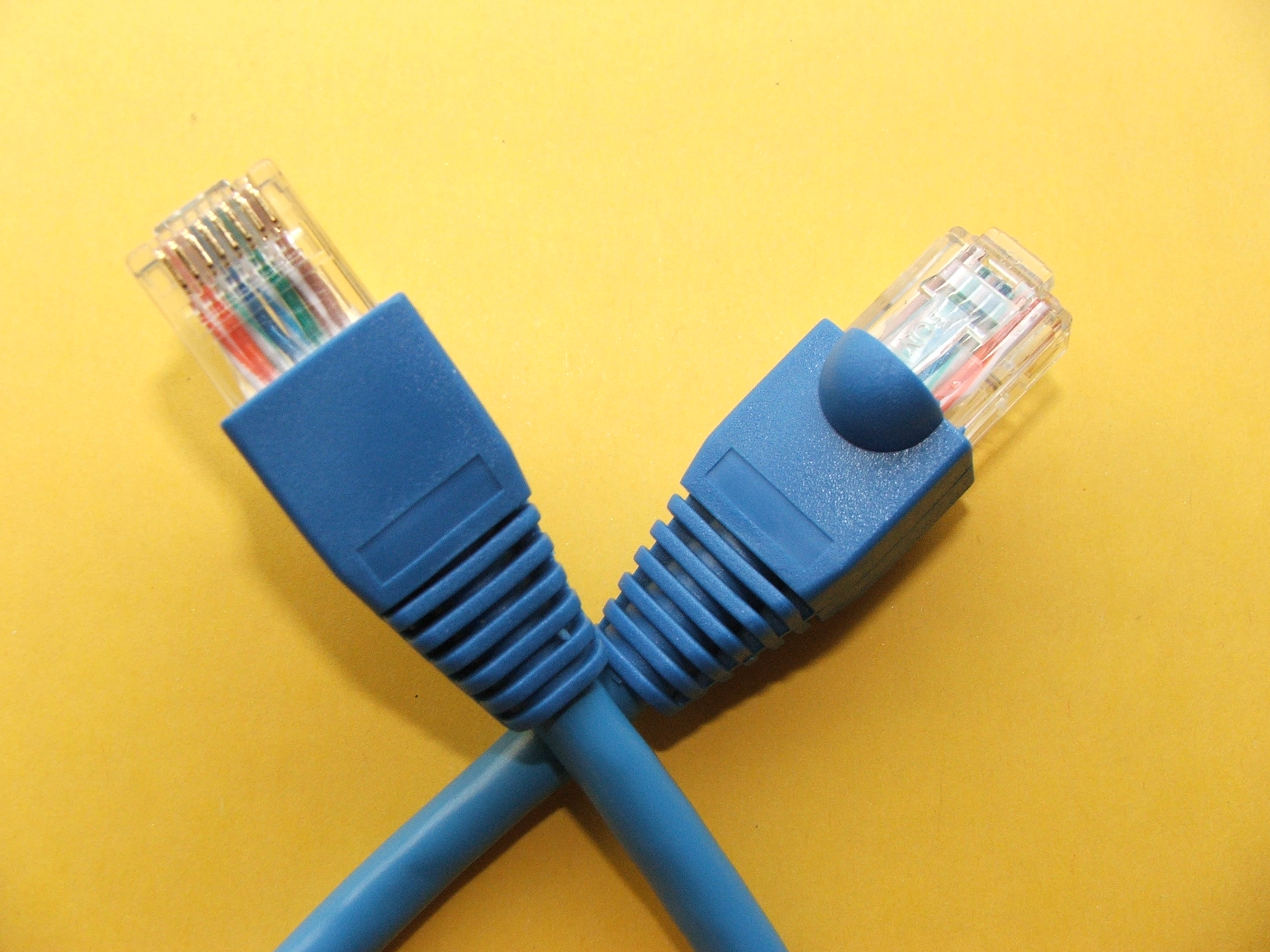
Gotowy przewód zakończony wtykiem

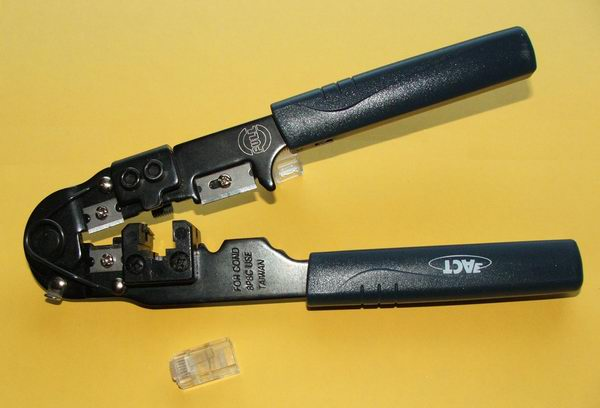
Zaciskarka do wtyków

Kolory pierwszych czterech par skrętki

Złącze modułowe 8P8C (ang. 8 Position 8 Contact), bardzo często nieformalnie RJ-45) – rodzaj ośmiostykowego złącza (gniazdo i wtyk) używanego najczęściej do zakończenia przewodów elektrycznych. Wykorzystywane w różnego rodzaju sprzęcie telekomunikacyjnym i komputerowym. Najbardziej rozpowszechnione jako podstawowe złącze do budowy przewodowych sieci komputerowych w standardzie Ethernet. 8P8C oznacza złącze o ośmiu miejscach na styki i ośmiu stykach.

## Przewody
Złącza mogą być łączone z przewodami według różnych sekwencji, w zależności od zastosowania. Popularnymi standardami telekomunikacyjnymi korzystającymi z wtyczek 8P8C są TIA/EIA-568-A oraz TIA/EIA-568-B.
Przewód używający złączy 8P8C spotyka się często przy budowie sieci Ethernet w trzech wersjach – normalnej (ang. straight-through), skrosowanej (crossover) oraz odwróconej (rollover).
Wersja standardowa służy do łączenia urządzenia końcowego (np. komputera, drukarki, itp.) z koncentratorem bądź przełącznikiem. Wersja skrosowana służy do łączenia komputerów bez pośrednictwa koncentratora, bądź do łączenia koncentratorów. Wersja odwrócona służy między innymi do podłączania urządzeń sieciowych jak przełączniki czy routery niektórych producentów, np. firmy Cisco, do komputera przez złącze konsolowe – łączy wówczas interfejsy szeregowe i służy do konfiguracji urządzeń.
Istnieje też wersja wtyku podwójnie skrosowana występująca przykładowo w gotowym przewodzie o oznaczeniu
YFC UTP CAT.5E PATCH IS0/IEC 11801 & EN 50288 $ TIA /EIA 568B.2 3P VERIFIED FOR GIGABIT ETHERNET 24AWGx4P TYPE CM (UL) C(UL) CMH E164469-F3. W tym wtyku również pary przewodów 1 i 4 są skrosowane. Drugi wtyk w tym przewodzie jest standardowy.
W linku zewnętrznym są podane specyfikacje przewodów podwójnie skrosowanych TIA/EIA 568A Crossed Wiring i TIA/EIA 568B Crossed Wiring.
W wersji normalnej końcówki muszą być wykonane symetrycznie – tzn. te same kolory przewodów na pinach o tych samych numerach. W skrosowanej wersji przewodu jedna końcówka powinna być wykonana normalnie, a druga z zamienionymi niektórymi sygnałami (według schematu „skrosowany”).
Do montażu złącza z przewodem stosuje się urządzenie mechaniczne nazywane popularnie zaciskarką. Moduł keystone (znormalizowany zestaw zatrzaskowy) umożliwia szybki montaż bez żadnych specjalnych narzędzi.